# Варцихские ГЭС
Варцихские ГЭС (Варцихе ГЭС) — гидроэнергетический комплекс из четырёх однотипных гидроэлектростанций в нижнем течении реки Риони, Грузия. Входит в состав Рионского каскада ГЭС, являясь его нижней ступенью.
Варцихские ГЭС представляют собой классические деривационные станции, расположенные на деривационном канале с головным водохранилищем. Состав сооружений гидроэнергетического комплекса:,
- Головной узел вблизи впадения реки Квирила в реку Риони. Служит для обеспечения забора воды в деривацию. Состоит из:
  - водосбросной бетонной плотины;
  - земляной плотины;
  - правобережной земляной дамбы;
  - водоприёмника с промывными галереями;
  - отстойника;

Напорные сооружения головного узла образуют Варцихское водохранилище полным объёмом 16,2 млн.м³ и полезным объёмом 2 млн.м³.
- Деривационный канал общей длиной 27 км, разделённый зданиями ГЭС на 5 участков. В начальном участке все каналы (кроме канала № 1) проложены в глубокой выемке, при подходе к ГЭС — в полувыемке-полунасыпи. Канал № 1 проходит полностью в насыпи.
- Четыре идентичных здания ГЭС, совмещённых с глубинными водосбросами (Варцихские ГЭС-I, ГЭС-II, ГЭС-III, ГЭС-IV).

Общая мощность гидроэнергетического комплекса — 184 МВт, среднегодовая выработка — 1,05 млрд кВт·ч. Каждая из ГЭС комплекса имеет мощность 46 МВт и среднегодовую выработку 262,5 млн кВт·ч. В здании каждой ГЭС установлено два гидроагрегата с поворотно-лопастными турбинами ПЛ-20/811-В-500 с диаметром рабочего колеса 5 м и расходом через каждую турбину 175 м³/сек, работающих на расчётном напоре 14,92 м. Генераторы типа СВ 866/70-52У4 мощностью по 23 МВт, изготовлены харьковским заводом Электротяжмаш. Гидротурбины изготовлены также харьковским предприятием «Турбоатом».
Строительство гидроэнергетического комплекса происходило с середины 1970-х по конец 1980-х годов (ГЭС-I пущена в 1976 году, ГЭС-II — в 1978 году, ГЭС-III — в 1985 году, ГЭС-IV — в 1988 году). Комплекс ГЭС предназначен главным образом для энергоснабжения предприятия «Чиатурмарганец» и Зестафонского завода ферросплавов. В январе 2005 года российский «ЕвразХолдинг» победила в конкурсе по продаже Варцихских ГЭС и ОАО «Чиатурмарганец», однако затем компания вышла из сделки. На повторном конкурсе Варцихские ГЭС (входящие в ООО «Вацихе 2008») были приобретены компанией Georgian Manganese, дочерним предприятием компании Stemcor UK Limited, за $57 млн.